# Edith White
Edith White (gift Peacock), född 9 november 1904 i Storbritannien; var en brittisk friidrottare med löpgrenar som huvudgren. White var en pionjär inom damidrott, hon blev silvermedaljör vid den andra ordinarie damolympiaden 1926.

## Biografi
Edith White föddes 1904 i Storbritannien. I friidrott tävlade hon i kortdistanslöpning och häcklöpning.
White deltog i den andra ordinarie damolympiaden 27–29 augusti 1926 i Göteborg, under idrottsspelen vann hon silvermedalj i häcklöpning 100 yards (efter seger i heat II) efter Ludmila Sychrová.
1929 satte hon personbästa i häcklöpning under brittiska mästerskapen vid tävlingar på Stamford Bridge i London dock utan att komma på medaljplats. Senare gifte hon sig och drog sig tillbaka från tävlingslivet.